# Double Haven
Double Haven (kinesiska: 印洲塘) är en naturhamn i Hongkong (Kina). Den ligger i den norra delen av Hongkong.